# Hans K. LaRondelle
Hans Karl LaRondelle (* 18. April 1929 in den Niederlanden; † 7. März 2011 in Sarasota, Florida) war ein niederländisch-US-amerikanischer systematischer Theologe der Freikirche der Siebenten-Tags-Adventisten.

## Studium
Hans LaRondelle studierte zunächst Jura an der Universität Leiden, bis ihn die Lektüre des Buches The Great Controversy der adventistischen Pionierin Ellen G. White 1949 zur Konversion und schließlich zum Abbruch des Jurastudiums brachte. Daraufhin besuchte LaRondelle ein Seminar der niederländischen Adventisten und arbeitete anschließend als Pastor und Evangelist, nebenbei studierte er weiter Philosophie und Hebräisch an der Universität Utrecht. Auf Anregung von William Gordon Campbell Murdoch (1902–1983), dem damaligen Direktor des Newbold College in Bracknell, Berkshire, nahm er 1960 das Studium an der Freien Universität in Amsterdam bei Gerrit Cornelis Berkouwer und Nicolaas Herman Ridderbos auf. Als er 1966 vom niederländischen Verband als Delegierter zur Generalkonferenz in Detroit entsandt wurde, traf er dort die Entscheidung zur Fortsetzung des Studiums am Theologischen Seminar der Andrews University der Siebenten-Tags-Adventisten in Berrien Springs, Michigan. 1967 übernahm er kurzfristig die Fortsetzung einer großen Vorlesung von Edward Heppenstall (1901–1994), der wegen Krankheit vorübergehend ausfiel. Ein Stipendium und die Freistellung durch die Fakultät ermöglichte ihm 1969 die Wiederaufnahme der Studien bei Gerrit Cornelis Berkouwer in Amsterdam, der ihn 1971 schließlich zur Promotion führte. Der Titel der Arbeit lautet Perfection and Perfectionism.

## Tätigkeit
In den Jahren von 1953 bis 1966 war LaRondelle als adventistischer Pastor und Evangelist in den Niederlanden tätig. 1962 wurde er zum Prediger ordiniert. Von 1967 bis zur Emeritierung 1991 arbeitete LaRondelle als Professor für Systematische Theologie an der Andrews University in Berrien Springs, Michigan. Als Biblischer Theologe hielt er die Fragen der Fundamentaltheologie im Hintergrund. In seinen letzten zwei Jahrzehnten hat er etliche Vortragsreisen unternommen, zu diesem Zweck kam er in den 1990er Jahren auch regelmäßig nach Deutschland. Außerdem hat er zwischen 1994 und 1998 an bilateralen Gesprächen zwischen dem Lutherischen Weltbund und der Freikirche der Siebenten-Tags-Adventisten teilgenommen, deren konstituierende Sitzung vom 1. – 5. November 1994 in Darmstadt stattfand. Sein Beitrag, vorgetragen in der anschließenden Konsultation vom 17. – 21. Juni 1996 in Mississauga bei Toronto, bezog sich auf das Verhältnis von Rechtfertigungslehre und moralischer Verantwortung im Kontext des Jüngsten Gerichts.

## Werke
Von 1962 bis 1966 publizierte Hans LaRondelle in seiner Muttersprache, danach überwiegend in Englisch, obwohl etliche Übersetzungen auch in anderen Sprachen vorliegen.

### Bücher in englischer Sprache
- Perfection and Perfectionism: A Dogmatic-Ethical Study of Biblical Perfection and Phenomenal Perfectionism. Andrews University Press, Berrien Springs, 1971, 4. Aufl. 1984.
- Christ Our Salvation: What God Does For Us and in Us. Pacific Press, Mountain View (Kalifornien), 1980, 2. Aufl. 1981. Neudruck bei First Impressions, Berrien Springs, 1988, 1991, 1998.
- Deliverance in the Psalms: Messages of Hope for Today. First Impressions, Berrien Springs, 1983, Neudruck 1986.
- The Israel of God in Prophecy: Principles of Prophetic Interpretation. Andrews University Press, Berrien Springs, 1983, ISBN 978-0-943872-14-8.[5]
- Chariots of Salvation: The Biblical Drama of Armageddon. Review and Herald Publishing Association, Washington (DC), 1987 (dt. siehe unten).
- The Good News About Armageddon. Review and Herald Pub. Association, Washington (DC), 1990 (dt. siehe unten).
- How to Understand the End-Time Prophecies of the Bible. First Impressions, Sarasota, 1997, ISBN 0-9659202-1-6.
- Assurance of Salvation. Pacific Press, Nampa (Idaho), 1999,  ISBN 978-0-8163-1712-7.
- Light for the Last Days: Jesus’ Endtime Prophecies Made Plain in the Book of Revelation. Pacific Press, Nampa (Idaho), 1999, ISBN 0-8163-1758-5.
- Our Creator Redeemer: An Introduction to Biblical Covenant Theology. Andrews University Press, Berrien Springs, 2005, ISBN 978-1-883925-48-2.
- (Jon Paulien, Hrsg.) The Bible Jesus Interpreted. Seeing Jesus in the Old Testament. Logos Bible Software, Loma Linda 2014.[6]

### Bücher und Broschüren in deutscher Sprache
- Harmageddon: Ende und neuer Anfang. Saatkorn-Verlag, Hamburg 1991.
- Die gute Nachricht über Harmagedon (= Kleine Schriften-Reihe, 5). Anton Schosch, Nürnberg 1994, DNB 94219411X.
- Wenn Gott spricht …: Biblische Prophezeiungen verständlich (= Kleine Schriften-Reihe, 6). Anton Schosch, Nürnberg 1998, DNB 954730895.
- Endzeit-Reden: Jesus, Paulus, Johannes (= Kleine Schriften-Reihe, 7). Anton Schosch, Nürnberg 1999, DNB 956805515.
- Sicher und geborgen: Was morgen wahr sein wird (= Kleine Schriften-Reihe, 8). Anton Schosch, Nürnberg 2000.
- Die Gewißheit der Erlösung. Gemeinschaft der Siebenten-Tags-Adventisten, Hamburg, 2000, DNB 963849867.

### Aufsätze in deutscher Sprache
- Die hermeneutischen Grundsätze biblischer Eschatologie. In: Studien zur Offenbarung. Die Bedeutung der drei Engelbotschaften heute (Off. 14,6-12). Band I. Euro-Afrika-Division der Siebenten-Tags-Adventisten, Bern 1988, S. 1–34.
- Die Bedeutung der sieben letzten Plagen. In: Studien zur Offenbarung. Die Bedeutung der drei Engelbotschaften heute (Off. 14,6-12). Band II. Euro-Afrika-Division der Siebenten-Tags-Adventisten, Bern 1989, S. 169–211.
- Die existentielle Herausforderung der drei Engelsbotschaften. In: Studien zur Offenbarung. Die Bedeutung der drei Engelbotschaften heute (Off. 14,6-12). Band II. Euro-Afrika-Division der Siebenten-Tags-Adventisten, Bern 1989, S. 245–270.
- Die theologische Bedeutung Jerusalems und Babylons. In: Studien zur Offenbarung. Die Bedeutung der drei Engelbotschaften heute (Off. 14,6-12). Band II. Euro-Afrika-Division der Siebenten-Tags-Adventisten, Bern 1989, S. 119–168.